# メアリー・ケイ・プレイス
メアリー・ケイ・プレイス（Mary Kay Place、1947年9月23日 - ）は、アメリカ合衆国の女優である。

## 来歴
1947年、オクラホマ州タルサに生まれる。地元オクラホマ州の大学を卒業し、タルサ大学へ進学。大学を卒業後、女優と脚本家を目指しロサンゼルスへ渡る。そして1970年代前半にテレビシリーズでプロデビューを飾り、女優としてのキャリアを本格スタート。デビューから少しした1976年から出演したソープオペラ『Mary Hartman, Mary Hartman』でエミー賞を獲得した。
映画においての活躍も目覚しく、マーティン・スコセッシ監督の『ニューヨーク・ニューヨーク』やバート・レイノルズ主演の『結婚ゲーム』などの話題作へ出演し、女優としてのキャリアを確立させている。2000年代に入った現在も精力的に活動を続けており、スパイク・ジョーンズ監督の『マルコヴィッチの穴』へ出演した際には、他のキャストらと共に全米映画俳優組合賞キャスト賞へノミネートされた。　　　　　　　　

## 出演作品

### 映画
- The Cheerleaders (1976) ※テレビ映画
- ウディ・ガスリー/わが心のふるさと Bound for Glory (1976)
- ニューヨーク・ニューヨーク New York, New York (1977)
- アメリカン・グラフィティ2 More American Graffiti (1979)
- 結婚ゲーム Starting Over (1979)
- プライベート・ベンジャミン Private Benjamin (1980)
- スーパー念力マン Modern Problems (1981)
- Waltz Across Texas (1982)
- 再会の時 The Big Chill (1983)
- 愛と追憶の日々 Terms of Endearment (1983)
- For Love or Money (1984) ※テレビ映画
- エクスプロラーズ Explorers (1985)
- スムース・トーク Smooth Talk (1985)
- The History of White People in America (1985) ※テレビ映画
- The History of White People in America: Volume II (1986) ※テレビ映画
- 素晴らしきニューヨーカーたちへ A New Life (1988)
- Portrait of a White Marriage (1988)
- Out on the Edge (1989)
- ブライト・エンジェル/旅立ちの予感 Bright Angel (1990)
- Traitor in My House (1990)
- ベッド・オブ・ライズ/ 妻の告白 Bed of Lies (1991)
- キャプテン・ロン Captain Ron (1992)
- サマンサ Samantha (1992)
- Just My Imagination (1992) ※テレビ映画
- マック★テン/ MAX★10 In the Line of Duty: The Price of Vengeance (1994)
- Teresa's Tattoo (1994)
- Citizen Ruth (1996)
- のら猫の日記 Manny & Lo (1996)
- My Very Best Friend (1996) ※テレビ映画
- For My Daughter's Honor (1996) ※テレビ映画
- Eye of God (1997)
- Love in Another Town (1997) ※テレビ映画
- レインメーカー The Rainmaker (1997)
- Naturally Native (1998)
- How to Make the Cruelest Month (1998)
- I love ペッカー Pecker (1998)
- サバイバル・リミット Point Last Seen (1998) ※テレビ映画
- Judgment Day: The Ellie Nesler Story (1999)
- マルコヴィッチの穴 Being John Malkovich (1999)
- 17歳のカルテ Girl, Interrupted (1999)
- ノンストップ・ガール Committed (2000)
- マイ・ファースト・ミスター My First Mister (2001)
- Nailed (2001)
- The Safety of Objects (2001)
- ヒューマンネイチュア Human Nature (2001)
- メラニーは行く! Sweet Home Alabama (2002)
- ジャンク Junk (2002)
- レター・デイズ Latter Days (2003)
- Nobody Knows Anything! (2003)
- Evergreen (2004)
- Killer Diller (2004)
- Death and Texas (2004)
- Silver City (2004)
- 美しい人 Nine Lives (2005)
- さよなら。いつかわかること Grace Is Gone (2007)
- War Eagle, Arkansas (2007)
- ママ男 Mama's Boy (2007)
- The Toe Tactic (2008)
- エンバー 失われた光の物語 City of Ember (2008)
- ジュリー&ジュリア Julie & Julia (2009) ※声のみ
- 恋するベーカリー It's Complicated (2009)
- レオニー Leonie (2010)
- スマッシュド 〜ケイトのアルコールライフ〜 Smashed (2012)
- バッド・マイロ! Bad Milo! (2013)
- You're in Charge (2013)
- A Country Christmas Story (2013) ※テレビ映画
- ミス・メドウズ 〜悪魔なのか? 天使なのか?〜 Miss Meadows (2014)
- ラスト・ウィークエンド Last Weekend (2014)
- マイ・インターン The Intern (2015) ※声のみ
- 最高の家族の見つけかた The Hollars (2016)
- Youth in Oregon (2016)
- ダウンサイズ Downsizing (2017) ※声のみ
- 夫の秘密 State Like Sleep (2018)
- Diane (2018)
- ザ・プロム The Prom (2020)
- Music (2021)

### 声の出演
- シュレック フォーエバー Shrek Forever After (2010)

### テレビシリーズ
- オール・イン・ザ・ファミリー All in the Family (1973)
- マッシュ M*A*S*H (1974)
- Mary Tyler Moore (1975)
- Mary Hartman, Mary Hartman (1976 - 1977)
- Forever Fernwood (1977)
- ディズニーランド Disneyland (1986)
- ナイスサーティーズ thirtysomething (1990)
- Armistead Maupin's Tales of the City (1993)
- アンジェラ 15歳の日々 My So-Called Life (1994 - 1995)
- シカゴ・ホープ Chicago Hope (1995)
- Great Performances (1995)
- The Wild Thornberrys (2000)
- Leap Years (2001)
- Citizen Baines (2001)
- ザ・ホワイトハウス The West Wing (2001, 2004)
- LAW & ORDER:性犯罪特捜班 Law & Order: Special Victims Unit (2002)
- ハンドラー The Handler (2004)
- ジャック&ボビー Jack & Bobby (2005)
- NUMBERS 天才数学者の事件ファイル Numb3rs (2006)
- グレイズ・アナトミー 恋の解剖学 Grey's Anatomy (2006)
- ビッグ・ラブ Big Love (2006 - 2011)
- 12 Miles of Bad Road (2008)
- 女捜査官グレイス 〜 天使の保護観察中 Saving Grace (2008)
- プッシング・デイジー 恋するパイメーカー Pushing Daisies (2008)
- Bored to Death (2010)
- カリフォルニケーション Californication (2013)
- New Normal おにゅ～な家族のカタチ The New Normal (2013)
- Rake (2014)
- ロマノフ家の末裔 〜それぞれの人生〜 The Romanoffs (2018)

### テレビアニメ
- キング・オブ・ザ・ヒル King of the Hill (1998, 2004, 2009)
- The Minor Accomplishments of Jackie Woodman (2006, 2007)

## 参照
1. ↑  “Mary Kay Place Biography”. 2014年7月4日閲覧。